# Diadromus rufiventris
Diadromus rufiventris är en stekelart som beskrevs av Gabriel Strobl 1901. Diadromus rufiventris ingår i släktet Diadromus och familjen brokparasitsteklar. Inga underarter finns listade i Catalogue of Life.